# Olipara bouakeana
Olipara bouakeana är en insektsart som först beskrevs av George Willis Kirkaldy 1906.  Olipara bouakeana ingår i släktet Olipara och familjen kilstritar. Inga underarter finns listade i Catalogue of Life.